# Химия гетероциклических соединений
Химия гетероциклических соединений (англ. Chemistry of Heterocyclic Compounds) — международный научный рецензируемый журнал.
Журнал выходит с 1965 года. Русскоязычная версия журнала издается в Риге Латвийским институтом органического синтеза, англоязычная — издательством «Springer». 
Обложка журнала не менялась на протяжении всего времени. Журнал ежемесячно публикует оригинальные статьи, письма в редакцию и обзоры по всем вопросам химии гетероциклических соединений на русском и английском языках. Регулярно выходят тематические номера журнала.
Особенностью журнала была и остается публикация обзоров. Первые два обзора появились в журнале в 1971 году, а с 1974 года они начали печататься в каждом номере журнала. Часть обзоров впоследствии была опубликована в виде отдельных книг.
Журнал «Chemistry of Heterocyclic Compounds» индексируется и реферируется Chemical Abstracts, Web of Science, Chemistry Citation Index, Reaction Citation Index, Science Citation Index, Science Citation Index Expanded (SciSearch), Scopus и другими системами поиска научной информации. Импакт-фактор журнала в 2019 году — 1.519.

## Главные редакторы
- 1965—1975 — Соломон Гиллер
- 1975—1985 — Янис Страдиньш
- 1985—2009 — Эдмунд Лукевиц
- 2010—2018 — Иварс Калвиньш
- 2019—2022 — Александр Терентьев
- 2022 — Дмитрий Волочнюк[укр.]